# Rika Zaraï
Rika Zaraï (Jeruzsálem, 1938. február 19. – Párizs 15. kerülete, 2020. december 23.) izraeli-francia énekesnő, írónő. Apja az Orosz Birodalomhoz tartozó Odesszából (ma Ukrajna), anyja pedig Volozsinból (ma Fehéroroszország, akkor Lengyelország) származott.

## Pályafutása
Rika Zaraï tizenhét évesen leérettségizett, ahonnan közvetlenül az Israel Defense Forcesba vonult be, egy évvel azelőtt, hogy kötelező szolgálata időszerű lett volna. 18 hónapos katonai szolgálata alatt kinevezték az IDF Központi Parancsnoksága szórakoztató csoportjának producerévé. A Jerusalem Music Conservatoryt végezte el, ahol zongoristaként első díjat kapott.
1969. november 9-én autóbalesetet szenvedett. Az énekesnő hat napon át kómában volt, és nyolc hónapig mozdulatlanul feküdt gipszben. A kilátástalannak tűnő orvosi prognózis ellenére három év után teljesen felépült. Rika fájdalmas lábadozása idején komponálta meg a „Balapapa” című dalát örömteli szöveggel.
Az 1950-es években Aharon Megged izraeli író musicalt írt az IDF Központi Parancsnokság szórakoztató társulata számára arról, hogy öt katona beleszeret öt vidéki lányba. A darabot 1956-ban mutatták be Rika Zaraï főszereplésével. A zenét férje, Yochanan Zaraï írta, a dalszövegeket Naomi Shemer.
Énekesi karrierje mellett Rika Zaraï az 1980-as évektől a gyógynövények népszerűsítésével is foglalkozott. Az alternatív gyógyászat tizenegy éves tanulmányozása után 1985-ben kiadta a Ma médecine naturelle (angolul: My natural medicine) című könyvét, amelyből 2 millió példány kelt el, de természetgyógyász nézetei erős ellenállásba ütköztek, különösen a francia gyógyszerészek részéről.
2008. június 3-án Rika Zaraï egy agyvérzést követően kórházba került. A Pitié-Salpêtrière Kórház intenzív osztályán helyezték el. Teste bal oldala részlegesen lebénult.
1969-ben Zaraï a Casatschok és az Alors je chante című dalaival (a „Vivo Cantando” francia változatával) vált híressé. Sikeres karriert futott be Európában, ahol olyan klasszikus izraeli dalokat népszerűsített, mint a Hava nagila, a Yerushalayim shel zahav és a Hallelujah.
Az 1990-es években más könyveket is publikált, és folytatta az egészségügyi tanulmányait is. 2000-ben a Hava című albummal visszatért az énekléshez. 2000-ben a párizsi Queenben énekelt. A Hava nagila keleti változata sikeres volt az éjszakai klubokban, ahol 2004-ig énekelt.
2020. február 3-án − tizenkét évvel agyvérzése után − fellépett a párizsi Folies Bergère-ben rendezett „A Night of the Depression” koncerten.
Zaraï héberül, angolul, franciául, olaszul, spanyolul és németül énekelt. Párizsban élt, de rendszeresen ellátogatott Izraelbe.

## Albumok
- Chante Israël (1962)
- Rika Zaraï (1964)
- Un beau jour je partirai (1967)
- Alors je chante (1969)
- Moi le dimanche (1971)
- Les Dessins animés (1973)
- Chansons d'Israël (1973)
- Ma poupée de France (1975)
- Dad li di (1979)
- Chante l'ami (1982)
- L'Espoir (1983)
- Sans rancune et sans regret (1985)
- Story (1988)
- Hava (2000)
- Quand les hommes (2007)

### Koncertalbumok
- Olympia 1970 (1970)
- Les beaux jours / Olympia 72 (1972)
- La tournée des idoles − Vol.2 (2007)

## Könyvei
- Rika Zaraï a cœur ouvert, Rijois, 1978
- Ma médecine naturelle, Michel Lafon, 1985
- 47 recettes de plantes, Mangina, 1986
- Soins et beauté par l’argile et les plantes, Mangina, 1987
- Mes secrets naturels pour guérir et réussir, J-C Lattès, 1988
- La beauté naturelle, Mangina, 1989
- Mes recettes saines et gourmandes, Taillandier, 1989
- Ces émotions qui guérissent, Michel Lafon, 1995
- Le Code secret de votre personnalité, Michel Lafon, 1996
- L’espérance a toujours raison (mémoires), Michel Lafon, 2006

## Fordítás
Ez a szócikk részben vagy egészben  a   Rika Zaraï című angol Wikipédia-szócikk ezen változatának fordításán alapul.  Az eredeti cikk szerkesztőit annak laptörténete sorolja fel. Ez a jelzés csupán a megfogalmazás eredetét és a szerzői jogokat jelzi, nem szolgál a cikkben szereplő információk forrásmegjelöléseként.